# 大英县
大英县是中国四川省遂宁市所辖的一个县。总面积703平方公里，2002年人口57万人。

## 历史
现大英所辖地属老蓬溪县在1950年代初期划定的第三区。老蓬溪的地域，呈“人”字形，分散的地域，不利于经济发展，不利于行政管理，不利于群众生产生活。 大跃进时期，经省、地认可，拟报建立白花县，成立了市镇建设班子，从蓬溪老二区砍伐了一大批树木运往蓬莱,修建了县委大楼、招待所、邮电大楼和百货公司等，拟建的白花县城颇有规模。后因3年自然灾害，国务院下达了停止修建楼堂馆所的文件，建县行动随之搁置。
90年代初，地级遂宁市，仅两县一区，给工作开展和经济发展带来诸多不便。1996年11月20日，蓬溪县人民政府以[1996]191号文件向市政府报告，同意市委、市政府拟就的行政区划调整方案。将涪江以西的金元、通仙、智水3个乡和蓬莱、天保、河边、大英、玉峰、象山、隆盛、回马8个镇，共11个乡镇、18个居委会、71个居民小组、441个村民委员会、4307个村民小组，总人口47.8万，幅员面积703.29平方公里，划归新成立的大英县管辖，并将红江镇的文武、永和、夏家沟3个村48个组、2147户、7568人划归回马管辖。1997年国务院以民行批[1997]23号文件《关于同意四川省调整蓬溪行政区划设立大英县的批复》，同意蓬溪行政区划调整。1997年11月6日，蓬溪县召开老三区11个乡镇书记和乡镇长及县上有关部门参加会议，宣布人、财、物一律冻结。蓬溪县行政区划调整工作分为3个阶段 
第一阶段，11月19日至12月1日，建立领导机构，召开会议，统一思想，开展财产、物资普查，弄清家底，形成区划调整方案；
第二阶段，从12月2日至28日，报市委、市政府审批方案，市批复文件下达后，各单位制定划分方案，县领导小组逐个单位审批方案，分设的两县按照市批准的方案实施交接；
第三阶段，1998年1月后，处理遗留问题，两县开始正常运转。   
1997年12月28日，由蓬溪县析置大英县，取大英卓筒井命名。治蓬莱镇，隶遂宁市。

## 地理
位于四川盆地中部，遂宁市西部。为典型的丘陵区。全县总耕地面积31.6万亩。
主要河流有涪江及其支流郪江。建有寸塘口水库、四五水库、五五水库。
大英属亚热带湿润季风气候区。

## 人口
根据四川省第七次全国人口普查公报显示：大英县常住人口为387299人，男性人口占比50.8%，女性人口占比49.2%，年龄结构中0-14岁占比17.05%，15-59岁占比57.89%，60岁以上占比25.06%，65岁以上占比20%。

## 行政区划
大英县下辖1个街道办事处、9个镇：
盐井街道、蓬莱镇、隆盛镇、回马镇、天保镇、河边镇、卓筒井镇、玉峰镇、象山镇和金元镇。

## 交通
- 达成铁路
- 沪蓉高速铁路、 成渝环线高速公路、 350国道、 205省道

## 经济
大英工业经济以化工、纺织、机电制造产业工为主，是四川省有名的特色化工基地。

## 特产
大英长绒棉：中国地理标志产品。

## 文化教育
有育才中学及大英中学两所高中学院。文轩学院（大学）与2012年7月26日开工修建，2021年9月26日，第一批学生入学。

## 风景名胜
- 大英卓筒井
- 古郪国文明遗址
- 魁山寺
- 寂光寺
- 郭子仪后裔墓群
- 中国死海：为近年开发的旅游景点，已在国内外小有名气。

## 历代名人
- 贾岛：唐文宗的时期被排挤，贬做长江（今四川大英县回马镇）主簿。
- 胡传淮.《大英风物志》.成都:巴蜀书社.1999.
- 大英概况